# Reprezentacja Hongkongu w piłce siatkowej mężczyzn
Reprezentacja Hongkongu w piłce siatkowej mężczyzn – narodowa reprezentacja tego kraju, reprezentująca go na arenie międzynarodowej.
Reprezentacja ta wystąpiła 9 razy na Mistrzostwach Azji.
Największym sukcesem tej reprezentacji było zdobycie 10 miejsca w 1983 roku.
Trenerem tej reprezentacji jest serbski trener Dragan Mihailović.

## Udział w Mistrzostwach Azji
1975 – nie startowała
1979 – nie startowała
1983 – 10. miejsce
1987 – nie startowała
1989 – 14. miejsce
1991 – nie startowała
1993 – nie startowała
1995 – nie startowała
1997 – nie startowała
1999 – nie startowała
2001 – 12. miejsce
2003 – nie startowała
2005 – 18. miejsce
2007 – nie startowała
2009 – 17. miejsce
2011 – nie startowała
2013 – nie startowała
2015 – nie startowała
2017 – 16. miejsce
2019 – 16. miejsce
2021 – 14. miejsce
2023 – 16. miejsce